# Mentzelia lindleyi
Mentzelia lindleyi är en brännreveväxtart som beskrevs av John Torrey och Gray. Mentzelia lindleyi ingår i släktet Mentzelia och familjen brännreveväxter. Inga underarter finns listade i Catalogue of Life.

## Bildgalleri

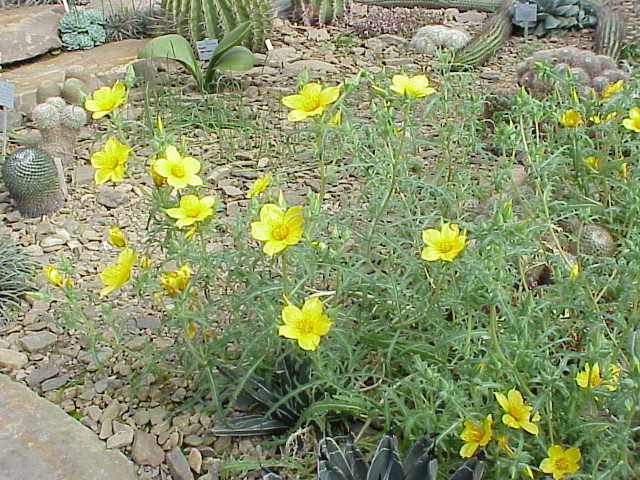
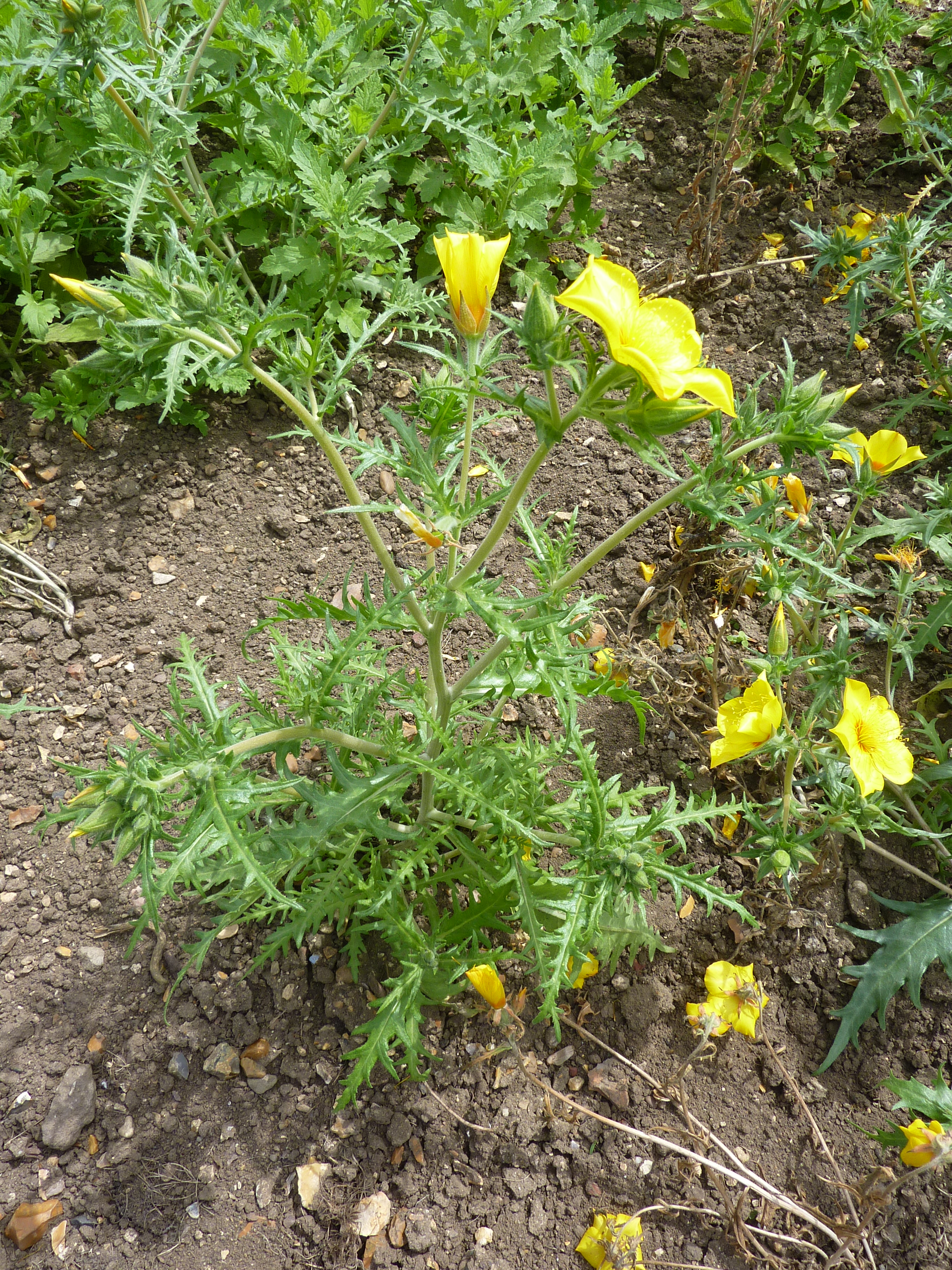
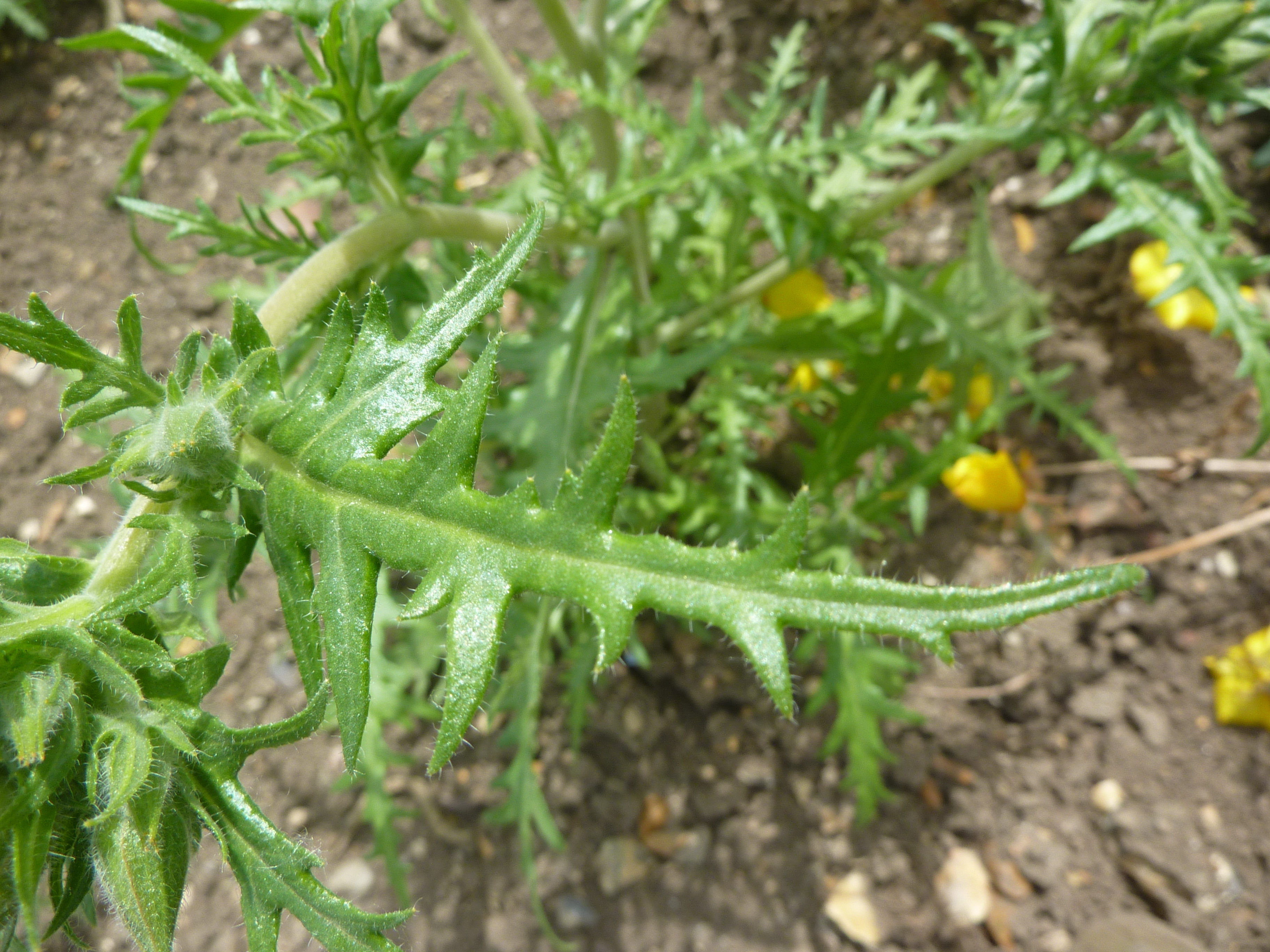
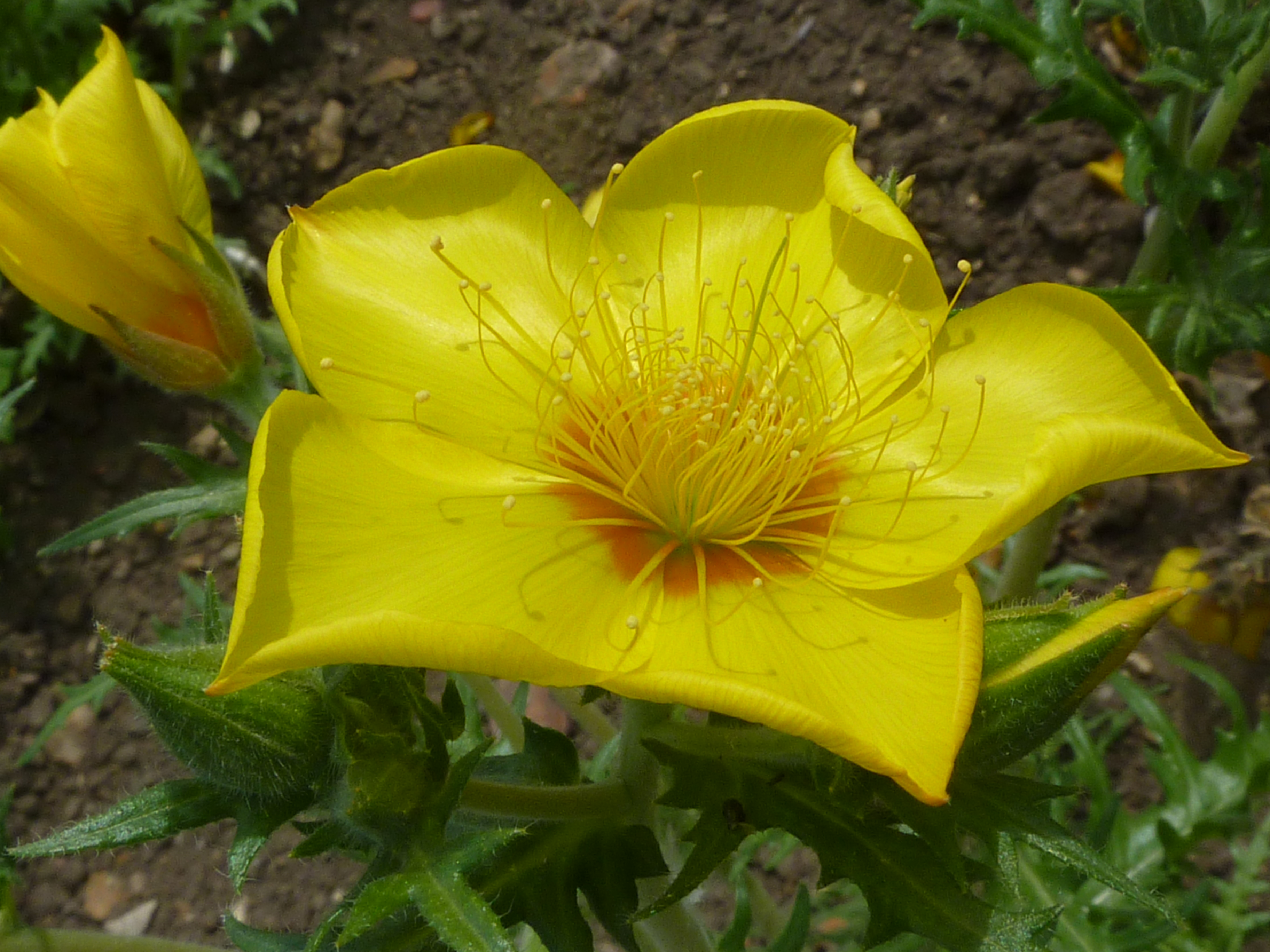
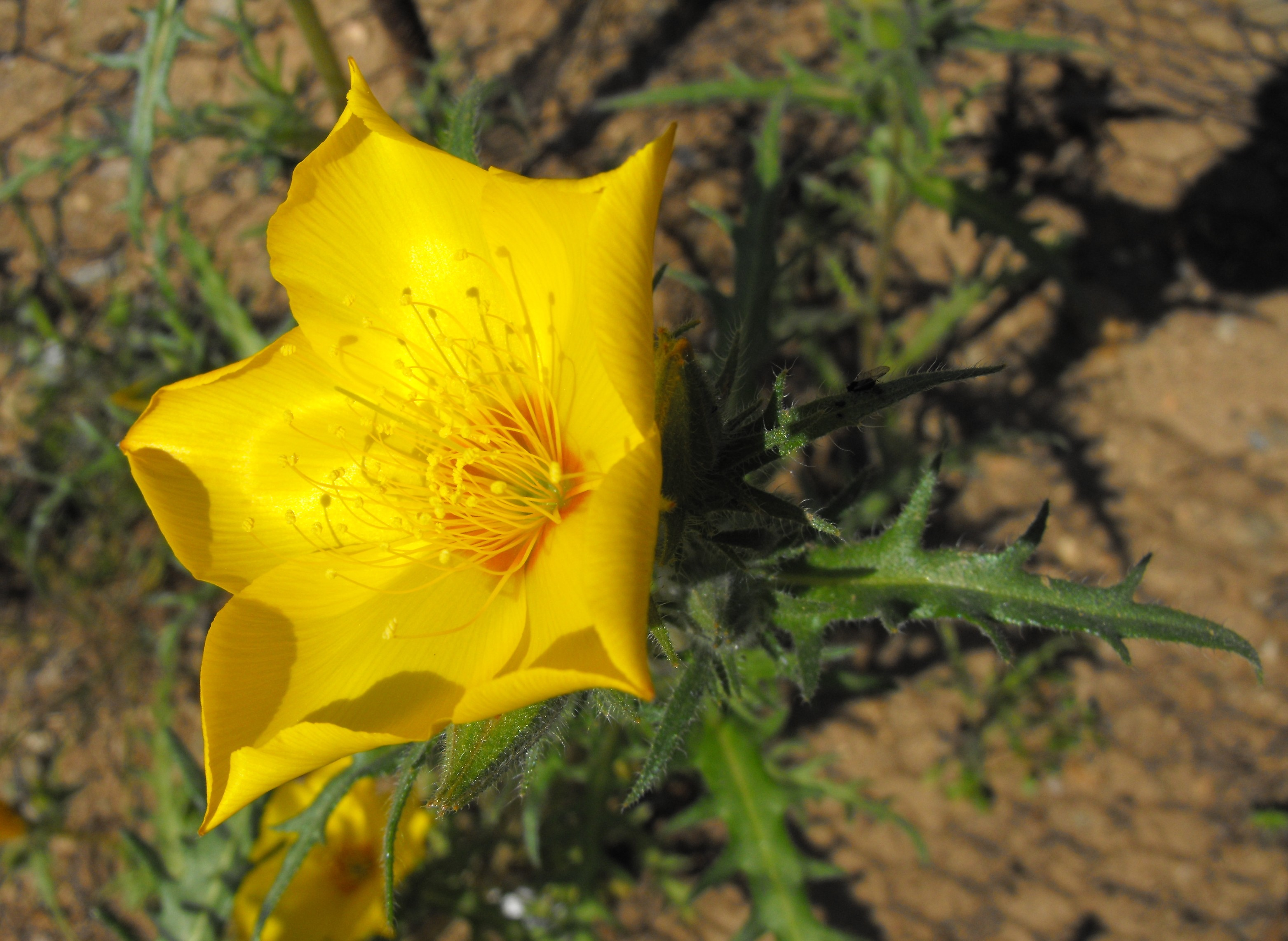